# Molacillos
Molacillos es un municipio y localidad española perteneciente a la comarca de Tierra del Pan, en la provincia de Zamora, comunidad autónoma de Castilla y León. 

## Toponimia
Cuenta la leyenda que en el actual lugar que ocupa la localidad se asentó una noble familia mora, de la cual destacaba por su belleza la hija mayor, así que los jóvenes quedaron prendados por ella y se disputaban su cortejo, rondándola por su casa o bien cuando se iba a llenar el cántaro a la fuente. La joven aumentaba su hermosura colocándose en sus espesos y negros cabellos lazos de colores. La fama que cogió hizo que la gente dijera: «Ahí va fulano, a la casa de la mora lacillos». Una vez se derruyó la casa el lugar se le conocía simplemente como Moralacillos, derivándose al actual Molacillos.[cita requerida]
El topónimo podría provenir de dos términos latinos: mola (del latín molaris): ‘peñasco’, y cella (‘bodega’ o ‘despensa’); por lo que Molacillos vendría a significar ‘la bodega de la muela’, haciendo alusión a las cisternas romanas que hay en el Teso de la Mora. Y la otra teoría sería por el nombre de un acta medieval, en la que se concedía el derecho de instalar sendos molinos, evolucionando su uso hacia Molinillos, y este a su vez hacia el actual.

## Historia
En el Teso de la Mora, dentro de su término municipal, se encuentra un yacimiento de época romana con dos cisternas que indican la instalación permanente de un campamento romano, destacando por ser una obra de ingeniería poco común, como es el caso de dos cisternas en un teso. Asimismo, también encontramos restos interesantes en el paraje de La Cascajera pertenecientes al Calcolítico, así como la estela funeraria de Aravo. 
No obstante, la fundación de Molacillos se debe a los reyes de León, que crearon la localidad en la Edad Media para consolidar sus posiciones en la cuenca del río Valderaduey. Así, para la repoblación trajeron mozárabes del sur para repoblar estas tierras como en Merendeses (oriundos de Mérida) o en Alcoba (propiedad del mozárabe Sarracino). Desde la época medieval, el Cabildo de la Catedral mantuvo una influencia permanente sobre el término de Molacillos, al recibir la donación de Merendeses en 1157 y de Alcoba en 1183. El Cabildo otorgó un fuero a los pobladores de Merendeses en 1230, que impulsaba la construcción de molinos sobre el río Valderaduey.
En el término actual de Molacillos se levantaban varias ermitas: San Román en Merendeses, San Félix en Alcoba y Cristo del Amparo en Molacillos, además de la parroquia de San Martín. El despoblado de Corranos, como lugar independiente, poseía su propia iglesia, titulada de Santa María.
Al crearse las actuales provincias en la división provincial de 1833, Molacillos quedó encuadrado en la provincia de Zamora, dentro de la Región Leonesa.

## Demografía
Cuenta con una población de 233 habitantes (INE 2024).
| Gráfica de evolución demográfica de Molacillos entre 1842 y 2021                                                      |
| |
| Población de derecho según los censos de población del INE. Población de hecho según los censos de población del INE. |

## Símbolos
El pleno del ayuntamiento de Molacillos, en sesión celebrada el día 3 de abril de 2024, acordó aprobar el escudo heráldico y la bandera municipal, con la siguiente descripción:

Escudo Heráldico.– En campo de sinople, el puente de Molacillos de plata, con tres arcos, el central mayor que los laterales, mazonado de sable y sobre ondas de plata y azur; sumado a su siniestra de la Iglesia de San Martín de Tours, de plata y superado a su diestra de un haz de tres espigas de oro. Al Timbre coronal real cerrada.
Boletín Oficial de Castilla y León nº 160 de 19 de agosto de 2024

Bandera Municipal.–Paño rectangular cuya longitud es una vez y media su altura, dividido en cinco franjas horizontales en proporciones ¼, 1/12, 1/3, 1/12 y ¼ con respecto a la altura total del paño, siendo de color verde la superior y amarilla la inferior, blancas las intermedias y azul la central.
Boletín Oficial de Castilla y León nº 160 de 19 de agosto de 2024

## Patrimonio
- Iglesia de San Martín. Declarada Bien de Interés Cultural en 1982, es una excepción arquitectónica en tierras zamoranas, de estilo barroco levantino, financiado por el arzobispo Andrés Mayoral Alonso, hijo del pueblo, que fue obispo de Ceuta y Arzobispo en Valencia, quien costeó la obra enviando arquitectos y técnicos valencianos, hecho que explica lo extraño de la fábrica, y que falleció cuando el templo aún estaba inconcluso. Su interior llama la atención por su luminosidad y exuberante decoración, mientras que el conjunto exterior del templo destaca por su majestuosidad, con una soberbia Torre de tres cuerpos y esbelto remate.

- Puente sobre el río Valderaduey. Construido en estilo románico, posee tres ojos en arco de medio punto y conserva en su petril las armas de Andrés Mayoral Alonso de Mella.

- Cisternas romanas. Fueron declaradas Bien de Interés Cultural en 1983.

## Folclore y costumbres
Tenía tradiciones populares que van perdiéndose paulatinamente: Todas ellas protagonizadas por los Quintos, mozos que al año siguiente se incorporaban al 'servicio militar obligatorio', a las que se unían el resto de los vecinos. La desaparición de tal 'servicio'-nexo de unión de los quintos- y la considerable disminución de la población, ayudan a la pérdida de la memoria colectiva.

### Costumbres
- Cantar los Reyes (la Noche de Reyes).
- Pedir el aguinaldo (al día siguiente por la mañana).
- La Cordera.
- Carrera de cintas (en Las Candelas).
- Bailes con las habas verdes.
- Poner el mayo.
- Repique de campanas.
- Limonadas en las paneras.
- Juego de la calva.
- Lanzamiento de la palanca.
- La catorcena.
- Carrera de galgos.
- Semana Cultural.
- Fiestas de San Juan.

### Fiestas
- Las Candelas (2 de febrero).
- San Juan (24 de junio), aunque no es el patrón.
- San Martín (11 de noviembre).

## Gastronomía
La típica de la zona: Sopas de ajo, Cordero guisado y asado, Embutidos de la matanza y queso de oveja, Uso del pimentón en casi todas las comidas- verduras incluidas, Pichones, Barbos y carpas del Valderaduey, Pollo de corral, Chichas choriceras, Pastas aceitadas, Bollo maimón, Bollos de hoja, Bolla de coscarón y Vino ojo perdiz.